# Thodōrīs Nikolaïdīs
Thodōrīs Nikolaïdīs, altresì noto come Theodoros Nikolaidis o Teofilos Nikolaidis (in greco Θοδωρής Νικολαΐδης?; 1891), è stato un calciatore greco, di ruolo attaccante.

## Carriera

### Nazionale
Fece parte della nazionale greca che partecipò ai Giochi olimpici di Anversa, disputò l'unica partita giocata dalla sua nazionale in quell'edizione.